# Cinna bolanderi
Cinna bolanderi är en gräsart som beskrevs av Frank Lamson Scribner. Cinna bolanderi ingår i släktet sötgrässläktet, och familjen gräs. Inga underarter finns listade i Catalogue of Life.

## Bildgalleri

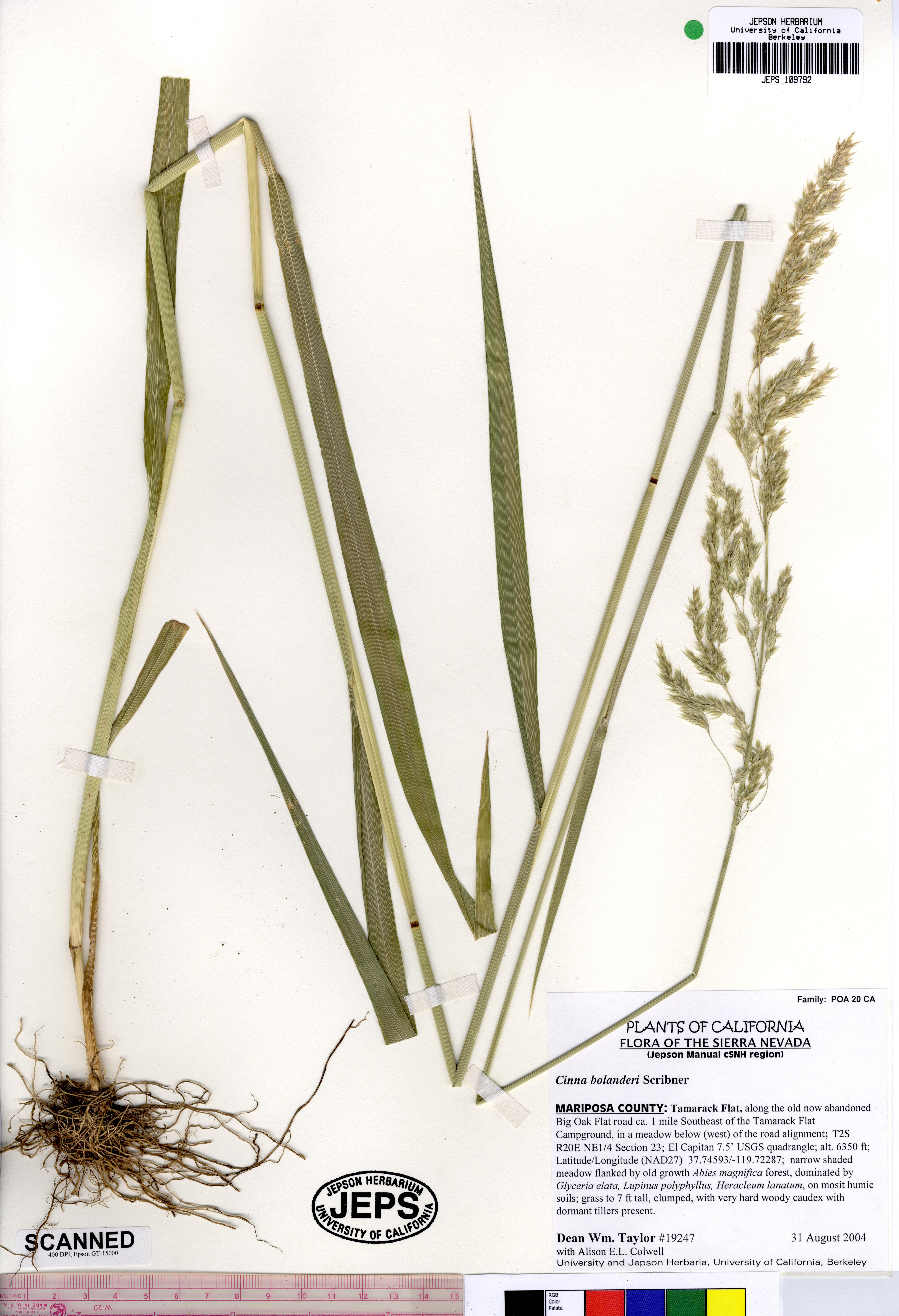